# Coppa del mondo di canottaggio
La Coppa del mondo di canottaggio (ingl. Rowing World Cup) è la competizione di livello mondiale dello sport del canottaggio, che si disputa annualmente dal 1997.

## Struttura
La coppa del mondo è strutturata su tre prove annuali (tranne nel 2001 allorché se ne disputarono quattro), che si svolgono solitamente nei mesi di maggio, giugno e luglio, abitualamente disputate sui bacini del Lago Malta, in Polonia, Rotsee, nei pressi di Lucerna oppure a Oberschleißheim, vicino a Monaco di Baviera.

## Edizioni
| Anno | 1ª prova         | 2ª prova             | 3ª prova            | 4ª prova        |
| ---- | ---------------- | -------------------- | ------------------- | --------------- |
| 1997 | Oberschleißheim  | Parigi               | Rotsee              | -               |
| 1998 | Oberschleißheim  | Hazewinkel           | Rotsee              | -               |
| 1999 | Hazewinkel       | Alte Donau           | Rotsee              | -               |
| 2000 | Rotsee           | Alte Donau           | Oberschleißheim     | -               |
| 2001 | Princeton        | Guadalquivir         | Alte Donau          | Oberschleißheim |
| 2002 | Hazewinkel       | Oberschleißheim      | Rotsee              | -               |
| 2003 | Rotsee           | Oberschleißheim      | Idroscalo di Milano | -               |
| 2004 | Lago Malta       | Oberschleißheim      | Rotsee              | -               |
| 2005 | Dorney Lake      | Oberschleißheim      | Rotsee              | -               |
| 2006 | Oberschleißheim  | Lago Malta           | Rotsee              | -               |
| 2007 | Danubio          | Bosbaan              | Rotsee              | -               |
| 2008 | Oberschleißheim  | Rotsee               | Lago Malta          | -               |
| 2009 | Lago di Banyoles | Oberschleißheim      | Rotsee              | -               |
| 2010 | Bled             | Oberschleißheim      | Rotsee              | -               |
| 2011 | Oberschleißheim  | Amburgo              | Rotsee              | -               |
| 2012 | Belgrado         | Rotsee               | Oberschleißheim     | -               |
| 2013 | Sydney           | Dorney Lake          | Rotsee              | -               |
| 2014 | Sydney           | Lago di Aiguebelette | Rotsee              | -               |
| 2015 | Bled             | Varese               | Rotsee              | -               |
| 2016 | Varese           | Rotsee               | Poznań              | -               |
| 2017 | Belgrado         | Poznań               | Rotsee              | -               |
| 2018 | Belgrado         | Linz-Ottensheim      | Rotsee              |                 |